# Honolati
Honolati ist eine historische Befestigungsanlage im osttimoresischen Suco Tutuala (Gemeinde Lautém). Im Portugiesischen werden solche Anlagen als Tranqueira (deutsch Deckung, Verschanzung) bezeichnet.
Die Überreste liegen auf der Insel Jaco, die der Ostspitze Timors vorgelagert ist. Sie ist jünger als die beiden anderen ehemaligen Siedlungen auf Jaco, Lai Vai und Pitilete. Alle drei Siedlungen gehörten dem Clan (fataluku: ratu) der Zenlai, bevor er nach Timor selbst umsiedelte.